# Campionati italiani di aquathlon del 2000
I Campionati italiani di aquathlon del 2000 (I edizione) sono stati organizzati dalla Federazione Italiana Triathlon e si sono tenuti a Milano Idroscalo in Lombardia, in data 27 maggio 2000.
Tra gli uomini ha vinto Daniele Fiorentini ( Minerva Roma), mentre la gara femminile è andata a Giunia Chenevier (Valle d'Aosta).

## Risultati

### Élite uomini
| Pos. | Atleta               | Società sportiva        | Totale   |
| ---- | -------------------- | ----------------------- | -------- |
|      | Daniele Fiorentini   | Minerva Roma            | 00:27:01 |
|      | Fabrizio Ferraresi   | Zeppelin Triathlon Team | 00:27:33 |
|      | Dimitri Ricci        | Viareggio Triathlon     | 00:27:34 |
| 4    | Jonathan Ciavattella | Fun Tri Team            | 00:27:45 |
| 5    | Andrea Salzarulo     | DDS                     | 00:27:48 |
| 6    | Fabrizio Baralla     | Minerva Roma            | 00:28:13 |
| 7    | Mattia Salin         | DDS                     | 00:29:57 |
| 8    | Simone Soldà         | Valle d'Aosta           | 00:30:31 |
| 9    | Luca Puglia          | DDS                     | 00:30:41 |
| 10   | Marcello Orlandelli  | Triathlon Lecco         | 00:30:48 |
| 11   | Gabriele Tedesco     | Minerva Roma            | 00:30:50 |
| 12   | Marco Taloni         | Pro Patria Pierrel      | 00:31:14 |
| 13   | Alberto Vergani      | Triathlon Lecco         | 00:31:23 |
| 14   | Luca Massoletti      | Pro Patria Pierrel      | 00:31:30 |
| 15   | Fabrizio Gastaldo    | Valle d'Aosta           | 00:31:41 |
| 16   | Mattia Toffolutti    | S.C.A.                  | 00:32:25 |
| 17   | Gianluca Zoffoli     | Minerva Roma            | 00:32:38 |
| 18   | Michele Curioni      | DDS                     | 00:32:58 |
| 19   | Nicola Cazzuli       | Lazio Triathlon         | 00:34:14 |
| 20   | Silvano Locardi      | CEMS Piacenza Triathlon | 00:35:06 |

### Élite donne
| Pos. | Atleta             | Società sportiva        | Totale   |
| ---- | ------------------ | ----------------------- | -------- |
|      | Giunia Chenevier   | Valle d'Aosta           | 00:31:28 |
|      | Elena Longari      | DDS                     | 00:33:28 |
|      | Mirella Gandellini | Zeppelin Triathlon Team | 00:34:03 |
| 4    | Chiara Zavagno     | DDS                     | 00:34:18 |
| 5    | Francesca Pin      | DDS                     | 00:35:31 |
| 6    | Tessa Caimi        | Pro Patria Pierrel      | 00:38:21 |
| 7    | Simona Leone       | DDS                     | 00:40:25 |
| 8    | Felicia Giudice    | Minerva Roma            | 00:41:51 |
| 9    | Ilenia Capra       | Triathlon Club Milano   | 00:42:46 |